# Чорна вдова (астрономія)
Пульсари Чорна вдова (англ. Black Widow Pulsar) є мілісекундними пульсарами з маломасивним компаньйоном у тісній подвійний системі з коротким орбітальним періодом. Електромагнітне випромінення та випромінення елементарних часточок пульсара нагріває поверхню його зорі-компаньйона та протягом декількох мільйонів років веде до її «випаровування».
Навколозоряна речовина довкола зорі-компаньйона приховує пульсації нейтронної зорі протягом до 40 % орбітального періоду. Завдяки цій змінності внаслідок затемнення, чорні вдови також отримали назву затемнювано-подвійні мілісекундні пульсари (англ. Eclipsing Binary Millisecond Pulsars).

## Характеристики
Чорні вдови є мілісекундними пульсарами з найкоротшими відомими періодами пульсацій меншими, ніж 5 мілісекунд. Оскільки пульсари отримують енергію для свого електромагнітного випромінення з власної швидкості обертання, чорні вдови мають бути дуже молодими мілісекундними пульсарами. Орбітальний період подвійної системи становить бл. одного дня. Як для пульсарів, густина магнітного потоку чорних вдів порядку 108 Гаусів є дуже низькою. Власний рух цих пульсарів є високим, від декількох сотень км/с. Висока швидкість втечі може бути результатом утворення пульсара у вибуху наднової. Через великий власний рух часто такі зорі розташовані на високих галактичних широтах.
Сторона зорі-компаньйона, обернена до пульсара, гарячіша та яскравіша за іншу в результаті падіння на неї випромінення пульсара. У пульсара PSR B1957+20 (який є прототипом цього класу зір та назва якого «Чорна вдова» поширилась на весь клас), температура нічної сторони компаньйона становить 2900 K, а денної сторони (оберненої до пульсара) — досягає 8300 K. На спектральних лініях H-alpha видні ознаки ударного фронту від випромінення пульсара. У рентгенівському діапазоні крім точкового джерела видно ще і туманність вздовж напрямку руху чорної вдови. Ця туманність складається з речовини, яка випарувалась з компаньйона та залишилась позаду.
У багатьох чорних вдів спостерігаються пульсуючі гамма-промені. Оскільки гамма-промені можуть бути виявлені у всіх фазах обертального періоду, вони не можуть виникати шляхом взаємодії з навколозоряною речовиною навколо компаньйона. Швидше за все вони випромінюються прямо внаслідок механізму пульсара (прискорення заряджених частинок у магнітному полі нейтронної зорі). Тому можливо, що в реальності існує значно більше подвійних зоряних систем, які складаються з мілісекундного пульсара та тьмяного виродженого компаньйона, ніж на сьогодні відомо, де радіовипромінення абсорбується навколозоряною речовиною або пульсари в цілому є радіотихими.
Маса нейтронної зорі у системах чорної вдови оцінюється у 2-3 маси Сонця. Ці значення є прямими вимірами за допомогою гравітаційної затримки сигналу та розраховані з орбітальної динаміки подвійної системи. Ймовірно нейтронні зорі народжуються з масами 1,4 маси Сонця, а решту акретують з компаньйона у періоді часу три мільярди років.

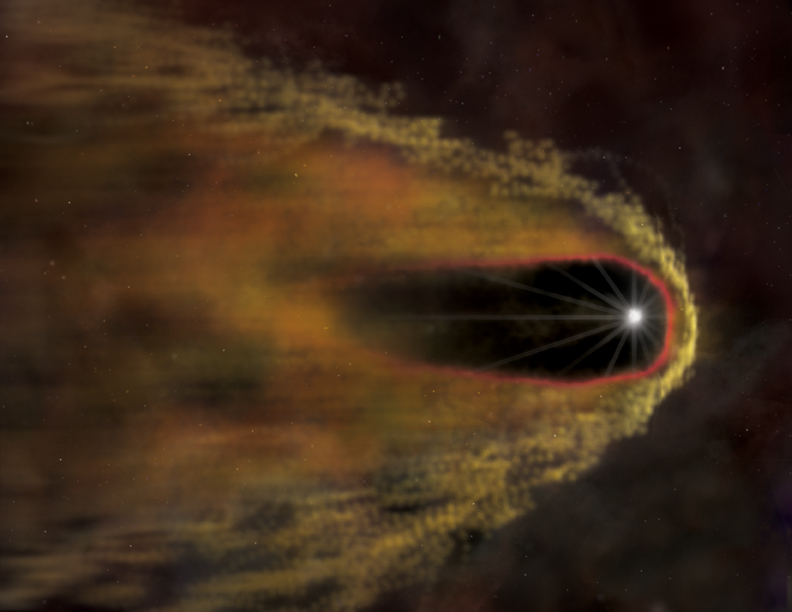
Уявлення художника про пульсар PSR B1957+20, оточений своїм ударним фронтом. Білі промені позначають частинки речовини та антиречовини, які випромінюються з зорі. Її зоря-компаньйон надто близько до пульсара, щоб бути видимою у цьому масштабі.
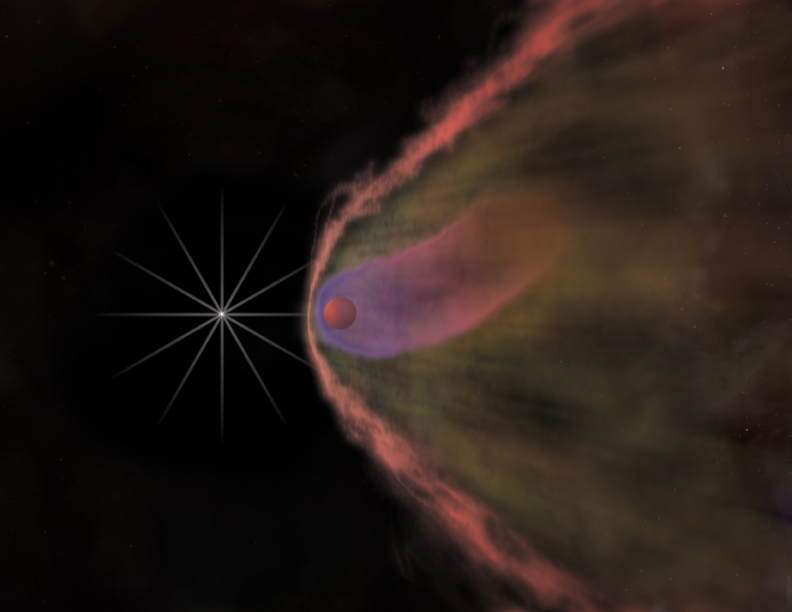
Уявлення художника про той самий пульсар PSR B1957+20, але в мільйон разів ближче до нього. Зображення демонструє вплив його зоряного вітру на зорю-компаньйон, яка випаровується. Ударний фронт завеликий, щоб потрапити на зображення, і в цьому масштабі він би простягнувся на більш ніж 24 км за межі екрана комп'ютера.

## Формування
Чорні вдови, наприклад, утворюються у маломасивних рентгенівських подвійних. Нейтронна зоря після її народження у вибуху наднової є нормальним пульсаром і споживає свою енергію обертання на емісію електромагнітного випромінення, доки не досягне швидкості обертання у декілька секунд. Зоря-компаньйон у міру своєї еволюції розширюється, оскільки або вигорає водень у її ядрі або її орбітальний період зменшується внаслідок втрати обертального моменту від дії зоряного вітру вздовж її ліній магнітного поля. В результаті компаньйон переходить за межу Роша і починається передача речовини від компаньйона на нейтронну зорю. З потоком речовини через акреційний диск на нейтронну зорю передається й обертальний момент, яка від того прискорюється, а її період обертання зменшується. У фазі акреції речовини подвійна система спостерігатиметься як рентгенівський пульсар. Речовина падає вздовж ліній магнітного поля на магнітні полюси нейтронної зорі та вивільняє енергію руху у рентгенівське випромінювання через гальмівний механізм. Внаслідок обертання нейтронної зорі її магнітні полюси періодично потрапляють у поле зору і в напрямку Землі випромінюється пульсуюче рентгенівське випромінення. Це отримало назву «акретуючі мілісекундні рентгенівські пульсари» (англ. Accreting Millisecond X-Ray Pulsars, AMXP). Зараз якраз мілісекундний пульсар SWIFT J1749.4–2807 спостерігається у цій фазі. Коли енергії обертання знову вистачає, щоб «включити» пульсар, випромінення пульсара починає потрапляти на компаньйона і подвійна система починає демонструвати всі ознаки чорної вдови.

## Червоноспинні
Якщо компаньйоном нейтронної зорі у таких подвійних системах є червоний карлик, їх ще називають «червоноспинні» (англ. Redbacks, за назвою червоноспинного павука, австралійського родича чорної вдови). На сьогодні не ясно, чи розвиваються червоноспинні пульсари у чорні вдови, чи вони вже є завершальний етап розвитку цих тісних подвійних систем. Хоча за однією з теорій червоноспинні вважаються проміжною фазою невдовзі після повторної активації випромінення пульсара. У кінцевій стадії, значна частина компаньйона вже б випарувалась, а у червоного карлика у червоноспинних ще присутня багата на водень атмосфера.
Прикладом такої подвійної системи є PSR J1023+0038. У 2001 році видимі спектри пульсара PSR J1023+0038 ще показували лінії емісії акреційного диска довкола нейтронної зорі, а з 2004 року їх більше не спостерігали.

## Приклади
- PSR B1957+20
- PSR B1744−24A